# Denemarken op de Paralympische Winterspelen 2014
Denemarken was een van de landen die deelnam aan de Paralympische Winterspelen 2014 in Sotsji, Rusland.

## Deelnemers en resultaten
(m) = mannen, (v) = vrouwen 

### Alpineskiën
| Paralympiër   | Onderdeel                 | Resultaat | Prestatie      |
| ------------- | ------------------------- | --------- | -------------- |
| Ulrik Nyvold  | Slalom, zittend (m)       | DNF       | Niet gefinisht |
| Ulrik Nyvold  | Reuzenslalom, zittend (m) | DNF       | Niet gefinisht |
|               |                           |           |                |
| Line Damgaard | Slalom, staand (v)        | 12e       | 3:53.90        |
| Line Damgaard | Reuzenslalom, staand (v)  | 15e       | 4:01.40        |